# Дублёры
«Дублёры» («The Replacements», «Замены») — американская спортивная комедия от режиссёра Ховарда Дойча. В главных ролях снялись Киану Ривз и Джин Хэкмен. Сценарий был написан по мотивам забастовки футболистов NFL в 1987 году.

## Сюжет
Фильм начинается с футбольной игры в Вашингтоне. Местная команда «Washington Sentinels» безнадёжно проигрывает, и в концовке матча комментаторы Джон Мэдден и Пэт Саммерол (играют сами себя) уже обсуждают не игру, а самую животрепещущую новость американского футбола: в полночь все игроки Лиги начнут бастовать из-за срыва переговоров с владельцами команд о повышении своих многомиллионных зарплат.
Чтобы «Сентинелз» смогли участвовать в играх плей-офф, что им уже семь лет не удавалось, необходимо победить в трёх из четырёх последних игр чемпионата. По правилам Лиги, забастовка на стадии плей-офф запрещена, она может длиться не дольше окончания регулярного сезона. Таким образом, игры плей-офф начнут основные составы, но пока чемпионат вынужден будет доигрывать кто-то другой. Эдвард О’Нил, владелец клуба (Джек Уорден), понимает, что именно забастовка оставляет его команде хоть какую-то надежду, поскольку в какой-то степени уравнивает шансы и лидеров, и середняков, и откровенных аутсайдеров. Он на несколько недель нанимает бывшего главного тренера «Сентинелз» Джимми МакГинти (Джин Хэкмен), которого сам когда-то выгнал, чтобы тот на время отсутствия игроков основного состава собрал и возглавил временную команду дублёров. МакГинти соглашается, но, памятуя свой предыдущий опыт работы в Вашингтоне, ставит боссу два условия, причём требует зафиксировать их письменно: О’Нил не будет вмешиваться ни в подбор игроков, ни в работу МакГинти на тренировках и в матчах. Пока другие команды формируют замену из полупрофессионалов или недавних профессионалов, МакГинти набирает разношёрстную толпу забытых футболистов, которые уже очень давно не играют, или вовсе любителей, чем сильно удивляет других тренеров команды. Но на самом деле в игровом стиле каждого есть некая «изюминка», и за большинством из них МакГинти, как выясняется, с интересом следит много лет.
Чирлидеры команды также уходят на забастовку, заставляя Аннабеллу Фаррелл (Брук Лэнгтон), главную чирлидершу, тоже заняться поиском девушек-дублёрш на оставшиеся домашние игры. Первая группа соискательниц оказывается такой уродливой и бездарной, что Аннабелла с радостью нанимает Дон (Кэролин Кинан) и Хезер (Сара Энн Моррис), единственных кандидаток с танцевальным опытом и привлекательной внешностью. Когда те признаются, что работают стриптизёршами, Аннабелла начинает сомневаться, но в итоге всё равно решается нанять их, более того, просит пригласить своих подружек из стрип-клуба. В результате чирлидерши «Сентинелз» неудержимо притягивают взгляды зрителей своими танцами, столь откровенными, что они отвлекают внимание соперников и даже судей и заметно помогают игрокам-дублёрам во время игры.
Поначалу новая команда страдает от проблем с общением и разногласиями. К тому же забастовщики-миллионеры, слоняющиеся вокруг стадиона, клеймят их как штрейкбрехеров, всячески задирают, чинят мелкие и крупные пакости — заводилой выступает основной квотербек Эдди Мартел (Бретт Каллен), футболист очень высокого класса, обладатель двух чемпионских перстней и омерзительного характера. Ребята проигрывают свою первую игру «Detroit Lions», но уникальный тренерский стиль МакГинти и последующая драка в баре с бастующими игроками помогают дублёрам преодолеть взаимное недоверие и недостаток спаянности — да, обычно на это уходят годы, но они должны справиться за неделю.
На самом финише регулярного сезона игроки последнего соперника, «Dallas Cowboys», прекращают забастовку; неожиданно выясняется, что против вашингтонских дублёров выйдет основной состав чемпиона лиги. К сожалению, даже после побед над командами из Сан-Диего и Финикса квотербек-дублёр Шейн Фалко (Киану Ривз), чей вклад в эти победы был едва ли не решающим, всё ещё теряет уверенность всякий раз, когда на кону — победа. Эдди Мартел соглашается заключить контракт с О’Нилом, босс команды нарушает своё обещание, данное МакГинти, и ставит Мартела взамен Фалко на решающую игру: мол, у Шейна нечемпионский характер. МакГинти оказывается вынужден сообщить об этом Фалко, но тот неожиданно соглашается с О’Нилом: всё правильно, у Мартела есть и опыт, и класс, и нужная жёсткость.
— Нет, неправильно, — говорит тренер. — У него нет сердца. А у тебя есть.
Игра не клеится, взаимопонимание с Мартелом, не умеющим и не желающим считаться с партнёрами, отсутствует напрочь. «Сентинелз» проигрывают всухую, с разгромным счётом. Когда в начале перерыва в подтрибунном тоннеле тележурналистка спрашивает у уходящего в раздевалку МакГинти, чего не хватило в первом тайме его подопечным, её приводит в недоумение странный ответ: «Сердца. Большого живого сердца». Разумеется, ни репортёр, ни телезрители не догадываются, что тренер только что обратился напрямую к Шейну Фалко, который даже не поехал на игру и смотрит матч у себя, на маленьком старом катере, заменяющем ему квартиру. Шейн бросается в город, он успевает добраться до стадиона до окончания перерыва. Дублёры встречают своего лидера бурными аплодисментами и с искренним удовольствием вышвыривают из раздевалки хамски наглого и самовлюблённого Эдди Мартела, попутно намяв ему бока. Фалко удаётся сплотить эту разношёрстную толпу в настоящую спортивную команду, убедить их и убедиться самому, что каждый из них действительно готов умереть на поле, но точно выполнить всё то, что задумает их вожак. В этой обстановке отчаянной самоотверженности и строжайшей командной дисциплины Шейн получает возможность свободно импровизировать, творить игру. В результате Фалко вместе с остальными дублёрами совершенно неожиданно отыгрывается со счёта 0:17 и на глазах плачущего от счастья О’Нила вырывает у чемпионского состава «Далласа» долгожданную победу.
За время игр Шейн сближается с главной чирлидершей, несмотря на то, что неписаный этический кодекс NFL, мягко говоря, категорически этого не одобряет. Но чем рискует дублёр? Его даже уволить нельзя, его контракт и так заканчивается через час. И, хотя перед финальной игрой разочарованный Фалко не является на свидание, в конце фильма они с Аннабеллой возобновляют отношения.
Возвращаясь обратно к своим обычным будням, дублёры расходятся с сознанием того, что каждый из них оказался способен добиться в своей жизни чего-то серьёзного. Фильм завершается закадровым размышлением Джимми МакГинти:
Тогда они не знали, что их жизнь отныне навсегда изменилась, потому что они стали частью чего-то великого. А величие, сколь бы кратким оно ни было, остаётся с человеком.

Каждый спортсмен мечтает получить ещё один шанс. У этих людей мечта сбылась.

## В ролях

### Игроки-дублёры
| Актёр           | Роль |
| --------------- | --- |
| Киану Ривз      | Шейн Фалко, водолаз                                                                                            |
| Орландо Джонс   | Клиффорд Франклин, владелец маленького бара                                                                    |
| Фэйзон Лав      | Джамал Абдул Джексон, профессиональный телохранитель                                                           |
| Майкл Талиферро | Андрэ Экшн Джексон, напарник Джамала                                                                           |
| Рис Иванс       | Найджел Графф, мастер европейского футбола                                                                     |
| Эйс Йонамине    | «Джамбо» Фумико, бывший борец сумо                                                                             |
| Майкл Джейс     | Эрл «Рэй Смит» Уилкинсон, подследственный, обвиняемый в избиении полицейского и выпущенный из тюрьмы под залог |
| Дэвид Денмен    | Брайан Мёрфи                                                                                                   |
| Джон Фавро      | Дэниел «Дэнни» Бэйтмен, отставной спецназовец                                                                  |
| Трой Уинбуш     | Уолтер Кокрен                                                                                                  |

### Чирлидеры
| Актёр           | Роль              |
| --------------- | ----------------- |
| Брук Лэнгтон    | Аннабелла Фаррелл |
| Сара Энн Моррис | Хезер             |
| Кэролин Кинан   | Дон               |

### Прочие персонажи
| Актёр          | Роль                                         |
| -------------- | -------------------------------------------- |
| Джек Уорден    | Эдвард О’Нил, владелец «Вашингтон Сентинелз» |
| Джин Хэкмен    | Джимми МакГинти, временный тренер            |
| Бретт Каллен   | Эдди Мартел, квотербек основного состава     |
| Гэйлард Сартэн | Пилачовски                                   |
| Арт Лафлёр     | Бэйнс                                        |
| Джон Мэдден    | спортивный комментатор, камео                |
| Пэт Саммеролл  | спортивный комментатор, камео                |

## Гонорары
Ривзу изначально предложили примерно 14 000 000 $, однако ради участия Джина Хэкмана (гонорар которого изначально был 2 000 000 $ (как и у Аль Пачино в фильме «Адвокат дьявола»), он согласился на снижение собственного гонорара чуть больше, чем на 10 % (1 500 000 $).
- Киану Ривз — 12 500 000 $[1]
- Джин Хэкмен — 3 400 000 $[1]